# Calothyrium jahnii
Calothyrium jahnii är en svampart som beskrevs av Syd. 1930. Calothyrium jahnii ingår i släktet Calothyrium och familjen Microthyriaceae.   Inga underarter finns listade i Catalogue of Life.